# Thème (linguistique)
Pour les articles homonymes, voir thème.

## Définition sémantique
En sémantique, discipline de la linguistique, on appelle thème (du latin thema, provenant lui-même du grec θέμα, théma qui signifie « ce qui est posé ») l'élément d'un énoncé réputé connu par les participants à la communication. La tradition linguistique anglophone emploie le terme de topic, abusivement utilisé en France pour désigner une topique[Lequel ?].
Le thème s'oppose au rhème (ou propos), qui est l'information nouvelle apportée par l'énoncé. Par exemple, dans la phrase française « Ta grand-mère fait du vélo », le thème est « ta grand-mère » (élément supposé connu par le locuteur et par son allocutaire), le rhème est « fait du vélo ». On peut synthétiser cela de manière plus simple : le thème est ce dont on parle, le rhème ce qu'on en dit.
Le thème n'est pas forcément exprimé par le sujet grammatical de la phrase : dans « Ta grand-mère, je la connais bien », « ta grand-mère » reste le thème mais il occupe la place du complément d'objet direct (ou, plus précisément, de l'objet patient).

## Définition morphologique
En morphologie, le thème est l'ensemble constitué par un radical et ses affixes de formation sans les désinences. Par exemple, dans la forme finissons, le thème est fin-iss-, composé du radical fin- et du suffixe inchoatif -iss.